# 华氏中藏经
《华氏中藏经》又名《中藏经》，共一卷，约成书于汉代，原托名“汉华佗撰”，后疑为华佗弟子将华佗所授理法方药集腋成裘、自珍自用之作，是一部兼述医学理论与治疗方剂的早期医学著作。学术思想渊源于《内经》、《难经》，而又以脉证气诀生死、以脏腑辩证为中心独树一帜，学术思想独到、阐释医理简明、切合临床实用。

## 成书时间
今本《中藏经》虽题为汉代华佗所撰, 但该书的作者与成书时代还是很有问题的。目前看来, 《中藏经》并非出自东汉华佗之手,，原因有二：第一, 书中出现不少东汉后期甚至六朝都没有的语言；第二，宋代以前, 《中藏经》之名不见于他书， 直至南宋时期方有人提及。以此推断, 《中藏经》的最后成书时间当在宋代，最迟为南宋高宗绍兴17年前才最后定型。但正如元人戴良所言:“然脉要及察声色形证等说必出元化遗意, 览者细为审谛, 当自知之”，因此《中藏经》中保存有华佗经脉诊证的思想是很可能的,，不排除是后人根据其弟子所集华氏药方附益而成的可能。

## 作者
据传，祖本可能为华佗所撰，至少可认为存有华佗遗作片段。后多认为该书经后人整理、增附，且非出自一时一人之手。

## 成就
《中藏经》全书所论以脏腑脉证为中心，以《内经》、《难经》以及上古医经中的理论为圭皋，简明、精辟、实用、完整，是理法方药兼备之最完整之医经, 指导临床医理用药, 对现今临床医学及教学都是经典之作，点化及入门之径。《中藏经》首以“虚实寒热生死逆顺”将脏腑病证分为八类，以“虚实寒热”为辨证的基本纲要，初步形成脏腑辨证理论框架，是脏腑辨证理论的第一次系统总结。书中有关急危重病证决生死的内容，特别是死症、死脉的内容,对现代中医急症医学的发展仍然具有现实的指导意义。

## 版本沿革
《中藏经》一书在宋代以前, 传本情况不详, 宋代以后在流传过程中, 除1卷本外, 又有2卷本、3卷本及8卷本, 均为1卷本析出。现存最早版本为元代书法家赵孟頫写本，通行本为明代吴勉学校、勘后收于《古今医统正脉全书》的八卷本与清代孙星衍刊本系统的三卷本 (收入《平津馆丛书》) 。此外，精校本有道光十四年 (1834) 何尤英永德堂抄本 (湖南中医学院藏) ，批校本有民国间柯逢时手抄本 (中国中医研究院收藏)。